# Џорџ Смут
Џорџ Фицџералд Смут III (енгл. George Fitzgerald Smoot III; Јукон, 20. фебруар 1945) амерички је астрофизичар, космолог, нобеловац, и добитник милион долара на ТВ квизу Да ли сте паметнији од ђака 5-тог разреда? (енгл. Are You Smarter than a 5th Grader?). 2006 је добио Нобелову награду за физику за рад на Космичком позадинском Експлореру са Џоном Мадером који је довео до „открића облика црног тела и анизотропију космичког микроталасног позадинског зрачења”.
Овај рад, користећи космички Позадински Експлорер (COBE) сателит, је помогао даљем развоју Теорије Великог праска. Према комитету за Нобелове награде, "COBE пројекат се може посматрати као почетна тачка космологије као прецизне науке." Смут је донирао свој део новца од Нобелове награде добротворној фондацији.
Џорџ Смут је тренутно професор физике на универзитету Беркли у Калифорнији, виши научник у Лоренс Беркли Националној Лабораторији, а од 2010 професор физике на Париском Дидро универзитету у Француској. 2003, награђен је Ајнштајновом медаљом, а 2009 Оерстед медаљом.

## Детињство и младост
Смут је рођен у Јукону, на Флориди. Завршио је средњу школу у Горњем Арлингтону (Охајо), 1962. Студирао је математику пре него што се пребацио на МИТ где је добио двојну диплому за бечелора математике и физике 1966. Докторирао је физику честица 1970.
Иако је Смут похађао МИТ, то није исти Смут који је измерио Харвардски мост између Кембриџа и Бостона од почетка до краја. То је, у ствари, његов рођак Оливер Р. Смут, алумнус МИТ-а, који је касније био председник америчког Националног института за стандарде.

## Каријера

### Почетно истраживање
Џорџ Смут се пребацио на космологију и почео са радом у Лоренс Беркли Националној Лабораторији на експерименту о честицама на високој надморској висини у сарадњи са Луисом Волтером Алварезом. Стратосферски временски балон дизајниран је да детектује антиматерије у Земљиној горњој атмосфери, присутност која је предвиђена за сада дискредитованом теоријом стабилног стања космологије.
Онда се заинтересовао за космичко микроталасно позадинско зрачење (ЦМБ), које су открили Арно Алан Пензиас и Роберт Вудро Вилсон 1964. Тада су постојала нека отворена питања у вези ове теме која су директно повезана са основним питањима о структури универзума. Одређени модели су предвиђали да се универзум као целина ротира, а то би утицало на CMB: његова температура би зависила од смера и посматрања. Уз помоћ Алвареза и Ричарда А. Милера, Смут је развио диференцијални радиометар који мери промену температуре ЦМБ-а између 2 смера која се разликују за угао од 60 степени. Инструмент који је монтиран на Локхед У-2 авион, омогућио је да се утврди да је укупна ротација универзума нула, а то је било изван граница тачности инструмента. Међутим, инструмент је детектовао варијацију температуре различитих врсти ЦМБ-а. ЦМБ изгледа да је на вишој температури на једној страни неба него на супротној страни (дипол образац), што је објашњено као Доплеров ефекат Земљиног кретања у односу на област емисије ЦМБ, која се зове последња расејана површина. Такав Доплеров ефекат настаје зато што Сунце, у ствари, Млечни пут као целина, није статичан, већ се креће скоро 600 km/s у односу на последњу расејану површину. То је вероватно због гравитационог привлачења између наше галаксије и концентрације масе попут Великог Атрактора.

### ЦОБЕ
У то време, чини се да ЦМБ савршено униформа искључујући дисторзије изазване Доплеровим ефектом као што је поменуто. Овај резултат противречи посматрању универзума, са различитим структурама, као што су галаксије и јата галаксија који указују да је свемир био релативно хетероген на малом обиму. Међутим, ове структуре су формиране полако. Дакле, ако је свемир хетероген данас, био би хетероген и у време емисије ЦМБ и могућ за посматрање данас преко слабих варијација у температури ЦМБ. То је откривање ових анисотропиес на којим Смут ради касних 1970-их. Он је затим предложио НАСА-и пројекат који укључује сателит опремљен са детектором који је био сличан оном постављеном на У-2, али је осетљивији и не под утицајем загађења ваздуха. Предлог је прихваћен и регистрован као један од инструмената сателитске мисије ЦОБЕ, која кошта 160 милиона долара. ЦОБЕ је покренута 18. новембра 1989, после одлагања услед уништења Спејс Шатл Чаленџер-а. После више од две године посматрања и анализе, истраживачки тим ЦОБЕ саопштио је 23. априла 1992 да је сателит детектовао мале флуктуације у ЦМБ, продор у проучавању раног универзума. Запажања су "докази рађања универзума". Смут је рекао о значају његовог открића да "ако сте религиозни, то је као да гледате Бога."
Успех мисије ЦОБЕ био исход огромној тимског рада који укључује више од 1.000 истраживача, инжењера и других учесника. Џон Матхер координирао је цео процес и такође имао примарну одговорност за експеримент који је открио форму црног тела преко ЦМБ мереног у мисији ЦОБЕ. Џорџ Смут је имао главну одговорност за мерење малих варијација у температури зрачења.
Смут је сарађивао са новинарком Хронике Сан Франциска, Киај Дејвидсон, да би написала књигу за општу-публику "Боре временом", која је забележила напоре његовог тима. У књизи Веома Прво светло, Џон Матхер и Џон Бослу допуњују и проширују причу о ЦОБЕ, и указују да је Џорџ Смут прекршио тимску политику тиме што је вест о ЦОБЕ открићима процурела у штампи пре формалног расписивања НАСА-е, цурења које, по Матхеру, мирисала на самопромоцију и издају. Смут на крају извинио за непраћење договореног плана публицитета и Матхер је рекао да су тензије попустиле на крају. Матхер је признао да је "Џорџ донео ЦОБЕ светској јавности", пројекат који можда није био нормално примљен.

### Остали пројекти
Након ЦОБЕ, Смут је учествовао у другом експерименту који је обухватао метеоролошки балон,Millimeter Anisotropy eXperiment IMaging Array, који је побољшан у односу на угаону резолуцију ЦОБЕ и рафинисао мерења тих анизотропија у ЦМБ. Смут је наставио ЦМБ посматрања и анализе и тренутно је сарадник треће генерације ЦМБ Планк сателита за анизотропију. Он је такође сарадник дизајна Supernova/Acceleration Probe, сателита који је предложен за мерења својства тамне енергије. Он је такође помогао у анализи података из свемирског телескопа Спитзер у вези са мерењем позадинског високог инфрацрвеног зрачења.
Смут је заслужан за инспиратисање Мики Хартовог албума Mysterium Tremendum, која се заснива, у делу о "звуковима" који се могу издвојити из позадинског печата Великог праска.

### Јавни наступи
Убрзо након што је обавештен о добијању Нобелове награде, Смут се појавио као гост диригент марширајућег бенда Универзитета у Калифорнији јер је представљена кореографска заступљеност Великог праска на полувремену једне фудбалске утакмице. Пратио је свој рад слављеничком шетњом дуж Меморијал Стадијума, поздрављен је ред по ред и део по део таласима аплауза. Назива се "само у Берклију" приликом.

## Публикације
- Lubin, P. M. & G. F. Smoot. "Search for Linear Polarization of the Cosmic Background Radiation", Lawrence Berkeley National Laboratory (LBNL), United States Department of Energy, (Oct. 1978).
- Gorenstein, M. V.& G. F. Smoot. "Large-Angular-Scale Anisotropy in the Cosmic Background Radiation", Lawrence Berkeley National Laboratory (LBNL), United States Department of Energy, (May 1980).
- Smoot, G. F., De Amici, G., Friedman, S. D., Witebsky, C., Mandolesi, N., Partridge, R. B., Sironi, G., Danese, L. & G. De Zotti. "Low Frequency Measurement of the Spectrum of the Cosmic Background Radiation", Lawrence Berkeley National Laboratory (LBNL), United States Department of Energy, (June 1983).
- Smoot, G. F., De Amici, G., Levin, S. & C. Witebsky. "New Measurements of the Cosmic Background Radiation Spectrum", Lawrence Berkeley National Laboratory (LBNL), United States Department of Energy, (Dec. 1984).
- Smoot, G., Levin, S. M., Witebsky, C., De Amici, G., Y. Rephaeli. "An Analysis of Recent Measurements of the Temperature of the Cosmic Microwave Background Radiation", Lawrence Berkeley National Laboratory (LBNL), United States Department of Energy, (July 1987).
- Ade, P., Balbi, A., Bock, J., Borrill, J., Boscaleri, A., de Bernardis, P., Ferreira, P. G., Hanany, S., Hristov, V. V., Jaffe, A. H., Lange, A. E., Lee, A. T., Mauskopf, P. D., Netterfield, C. B., Oh, S., Pascale, E., Rabii, B., Richards, P. L., Smoot, G. F., Stompor, R., Winant, C. D. & J. H. P. Wu. "MAXIMA-1: A Measurement of the Cosmic Microwave Background Anisotropy on Angular Scales of 10' to 5 degrees", Lawrence Berkeley National Laboratory (LBNL), United States Department of Energy, National Aeronautics and Space Administration (NASA), National Science Foundation (NSF), KDI Precision Products, Inc., Particle Physics and Astronomy Research Council UK, (June 4, 2005).
- Smoot, George; Davidson, Keay (1994). Wrinkles in Time. William Morrow & Company. ISBN 978-0-380-72044-6.